# Biblioteca Marucelliana
Die Biblioteca Marucelliana ist eine öffentliche Bibliothek in Florenz (Eigentum des Kulturministeriums) mit Zugang von der Via Cavour.

## Geschichte
Sie wurde auf Initiative des Abtes Francesco Marucelli, nach dem sie benannt ist, gegründet und ist das Ergebnis der Schenkung seiner reichen und bedeutenden persönlichen Bibliothek, die er in seinem Testament zusammen mit einer Leibrente für den Bau eines geeigneten Gebäudes in Florenz vermachte, um armen Jugendlichen das Studium zu erleichtern, da es zu jener Zeit in seiner Heimatstadt keine derartige Einrichtung gab. Sein Neffe Alessandro beauftragte den Architekten Alessandro Dori mit der Errichtung des Gebäudes. Am 18. September 1752 wurde sie der Öffentlichkeit zugänglich gemacht und war damit die erste Bibliothek der allgemeinen Kultur, die einem breiten Publikum zugänglich war, wie die Inschrift an der Fassade verkündet: „Marucellorum Bibliotheca publicae maxime pauperum utilitati“ („Marucelli-Bibliothek für die Öffentlichkeit, insbesondere für die Armen“).
Der erste Bibliothekar war Angelo Maria Bandini, der sich in den folgenden 50 Jahren um die Bibliothek kümmerte und sie erweiterte. Mit der Aufhebung der religiösen Institute zwischen dem 18. und 19. Jahrhundert kamen weitere bedeutende Büchersammlungen in die Bibliothek (z. B. die Bibliothek der Badia Fiorentina), weitere wurden auf dem Markt erworben.

## Bestand
Mit der Aufhebung der Klöster im Jahr 1809 und den gleichzeitigen Ankäufen Bandinis in Italien und im Ausland, die den allgemeinen Charakter der Sammlung im Bereich der florentinischen und toskanischen Kultur wahrten, vergrößerte sich der Bibliotheksbestand.
Die Sammlung umfasst fast 40.000 Bände, etwa 500 Inkunabeln, mehr als 2.000 Manuskripte und etwa 10.000 Briefe und lose Dokumente. Unter den Manuskriptsammlungen sind die Sammlung von Antonio Francesco Gori für die Geschichte der Archäologie und die Autographen von Francesco Redi für die Geschichte der Wissenschaft hervorzuheben. Der Nachlass von Diego Martelli mit zahlreichen Erinnerungen an Foscolo und Quirina Mocenni Magiotti oder die Korrespondenz von Silvio Pellico mit der „Donna gentile“ sowie das Originalmanuskript von Pellicos Francesca da Rimini, das der Schriftsteller Mocenni geschenkt hat, sind von Bedeutung. Unter den bebilderten Handschriften befinden sich einige seltene Codices aus dem 11. und 12. Jahrhundert, wie das Polycarpus Liber Canorum diversorum Sanctorum Patrum oder eine Nova Cronica von Giovanni Villani aus dem 14. Jahrhundert. Zu den Inkunabeln gehören die Sermones et epistolae von Papst Leo I. und die Leggenda della Beata Chaterina da Siena aus dem Jahr 1477, die aus dem Kloster San Jacopo di Ripoli stammt.
Im Bestand befinden sich auch zahlreiche Zeichnungen und Drucke (vom 15. bis zum 18. Jahrhundert), darunter Werke von Ludovico Cigoli, Stefano della Bella, Domenico Beccafumi, Giorgio Vasari und Federico Zuccari. Von großer Bedeutung ist die Sammlung von Melodramen und Oratorien ab dem 17. Jahrhundert (Schenkung von Diomede Bonamici aus Livorno).
Die Bibliothek besitzt auch ein kurioses bibliographisches Werk, das 112 Bände umfasst und Mare magnum genannt wird. Es wurde vom Gründer der Bibliothek zusammengestellt, der nicht nur alle Werke aus seinem Besitz aufzeichnete, sondern sie auch in dieser monumentalen Bibliographie zusammenfasste, die fast vollständig Eigenhändig geschrieben wurde. Ebenfalls in der Marucelliana aufbewahrt werden die literarischen Sammlungen von Enrico Nencioni, Literat, Dichter und Kritiker (1837–1896) und das Porträt des Francesco Marucelli von David Canoniche aus Antwerpen. Laut Gesetz erhält die Bibliothek ein Exemplar jedes in der Provinz Florenz gedruckten Buches.

## Bildergalerie der Marucelliana

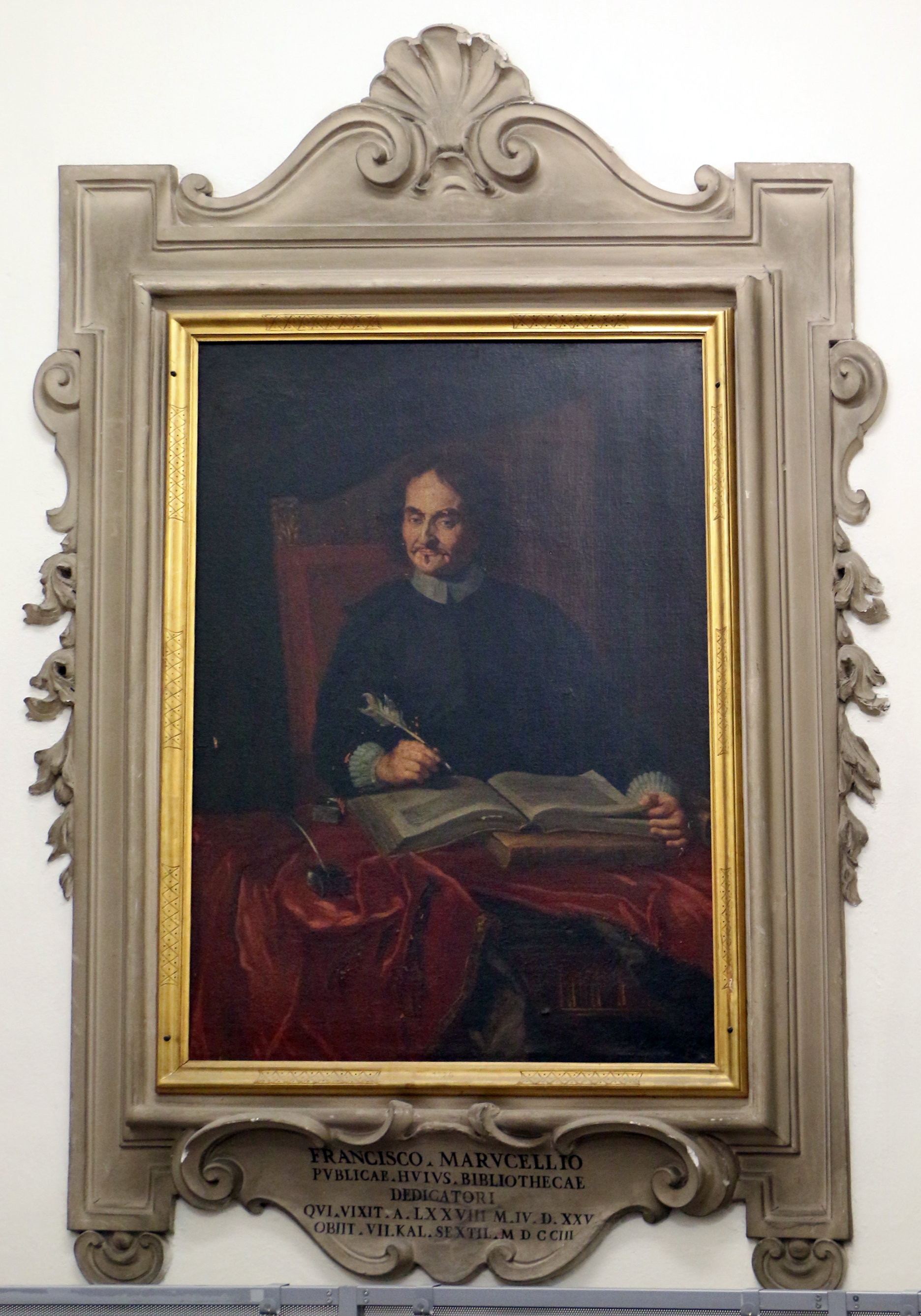
Porträt von Francesco Marucelli
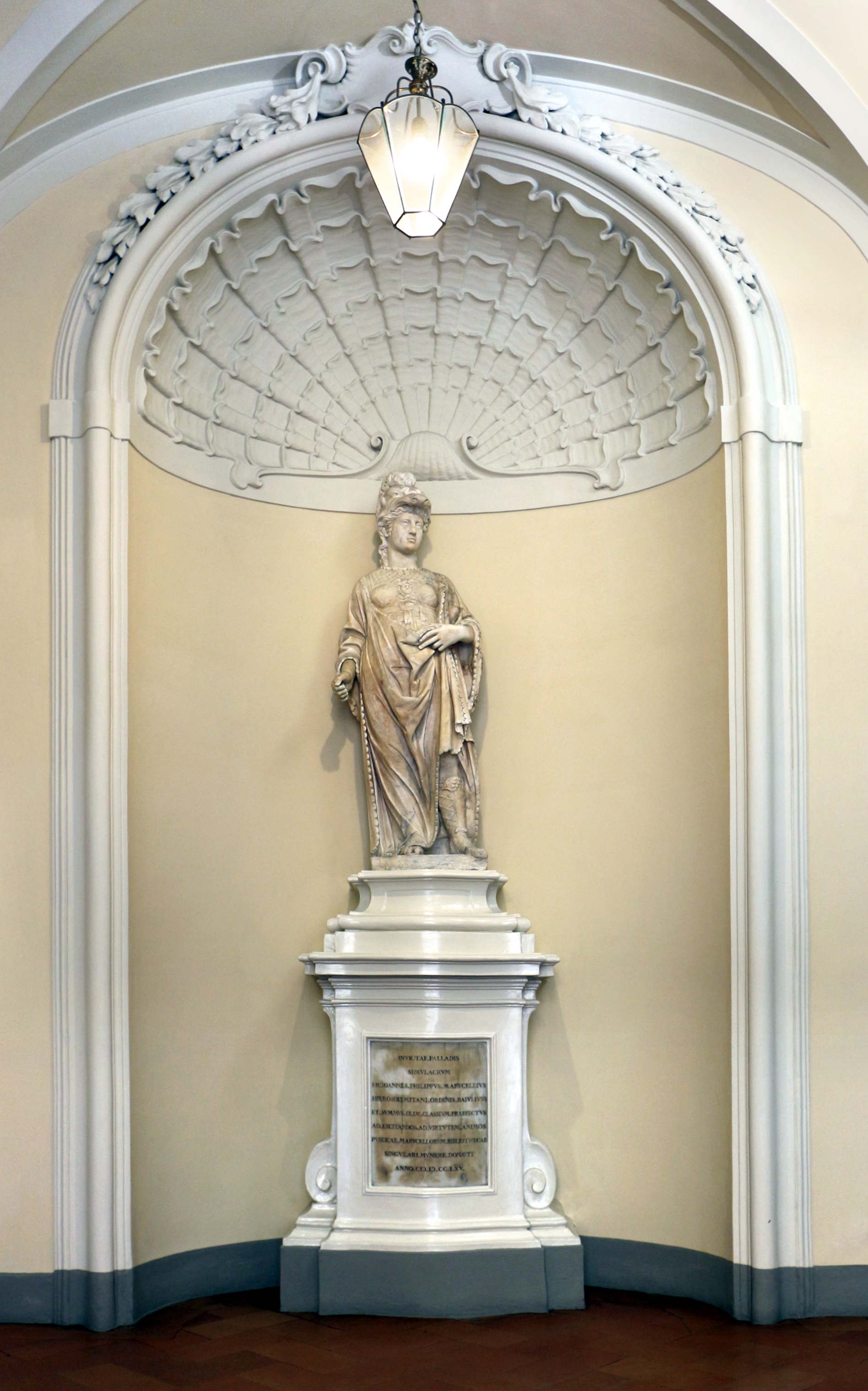
Eingang mit der Statue der Minerva
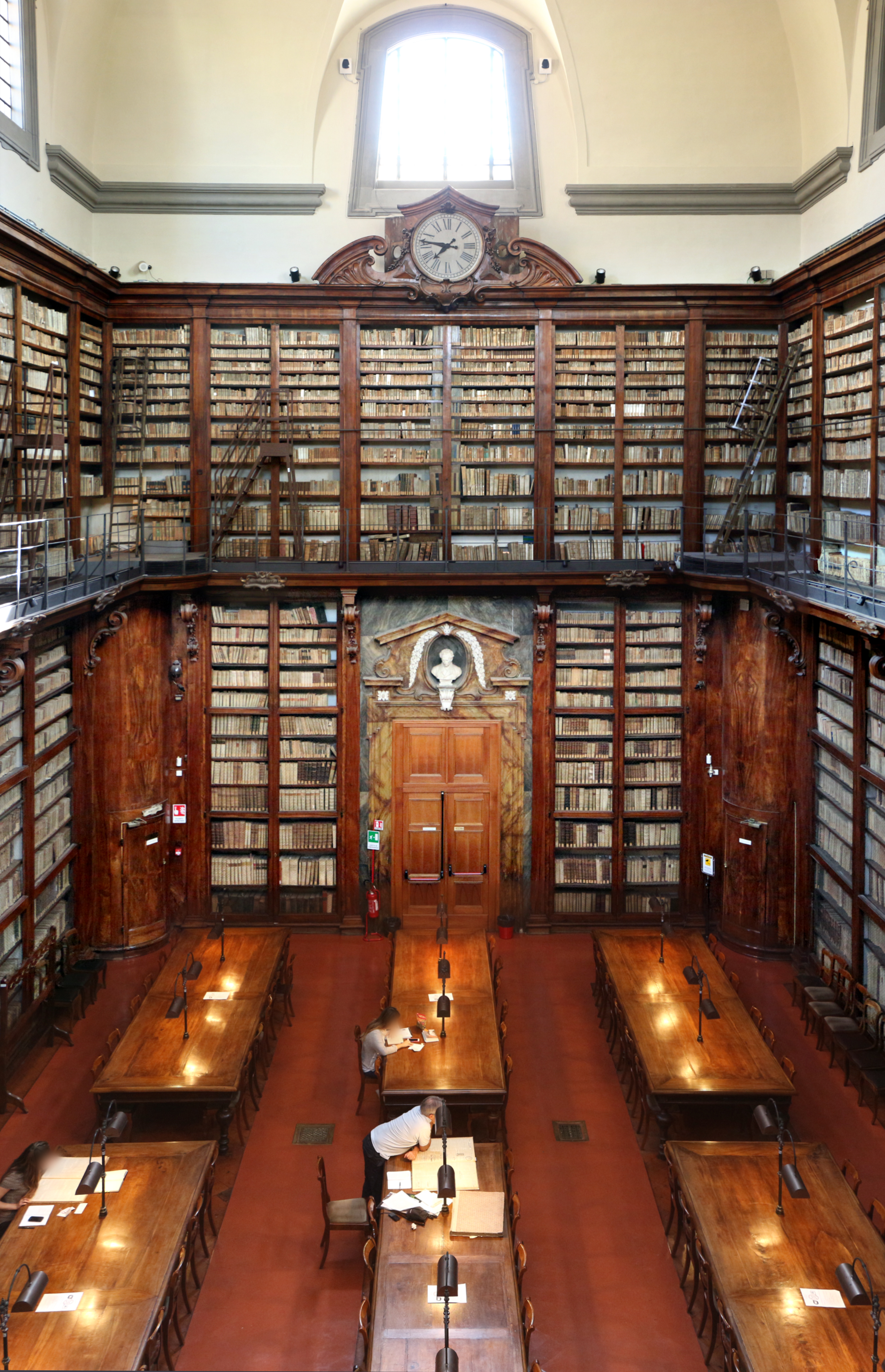
Lesesaal
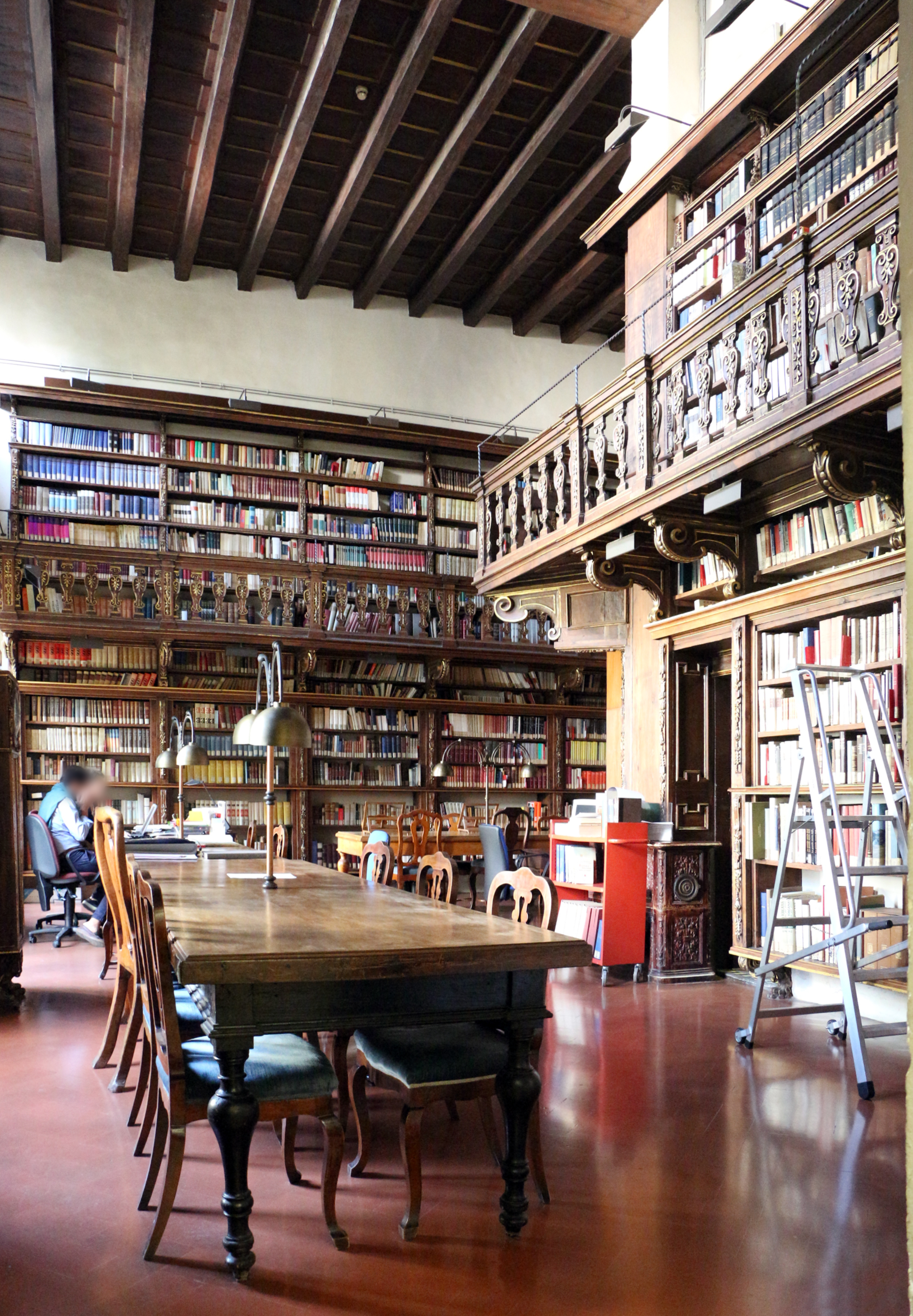
Lesesaal
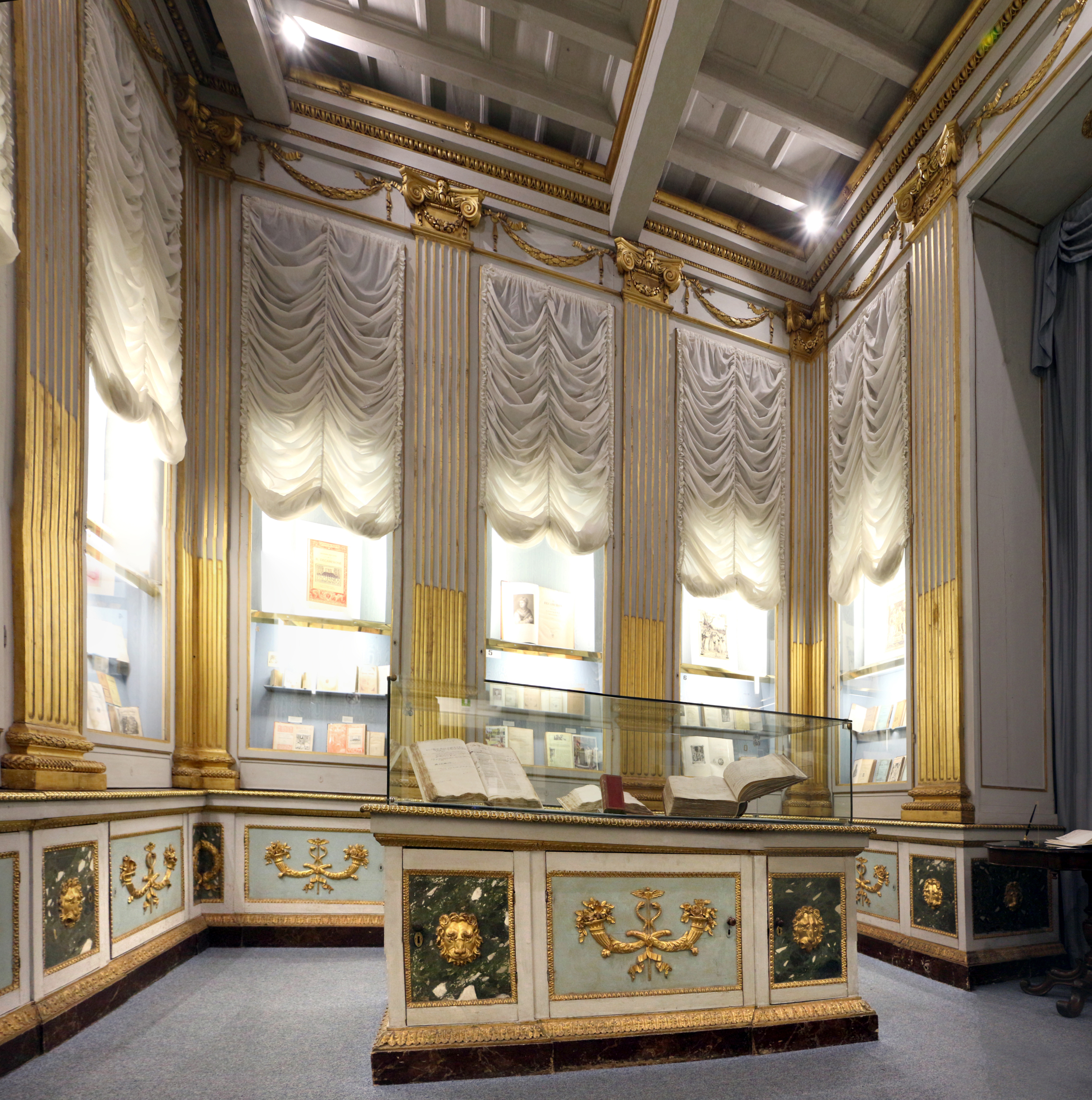
Ausstellungsraum